# Duje Bonačić

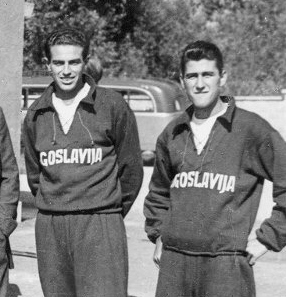
Duje Bonačić (rechts) mit Velimir Valenta bei den Olympischen Spielen 1952

Duje Bonačić (* 10. April 1929 in Split; † 24. Januar 2020 ebenda) war ein jugoslawischer Ruderer.

## Leben
Bonačić startete für den Verein HVK Gusar seiner Heimatstadt Split. Sein größter Erfolg war der Gewinn der Goldmedaille im Vierer ohne Steuermann gemeinsam mit Petar Šegvić, Mate Trojanović und Velimir Valenta bei den Olympischen Sommerspielen 1952 in Helsinki. Mit seinen Teamkollegen aus dem Goldvierer wurde er im selben Jahr von Sportjournalisten der kroatischen Tageszeitung Sportske Novosti mit der Auszeichnung Izbor Sportskih novosti in der Sektion Kroatien (bedeutet etwa Sportler des Jahres in Kroatien) ausgezeichnet.
Nach dem Abschluss eines Studiums an der Mathematisch-Naturwissenschaftlichen Fakultät der Universität Zagreb war er als Lehrer an der Marineschule in Split tätig, deren Rektor er 13 Jahre lang war. Daneben war er Sportfunktionär im Jugoslawischen Ruderverband. Er war auch im Regattasegeln aktiv und gewann einige lokale Regatten.